# Aalsterhut
De Aalsterhut, beter bekend als de Hut van Mie Peels (soms verkort tot: Mie Pils) is een uitspanning op een knooppunt van wandel- en fietsroutes. Ze is gelegen tussen Aalst en Leende, nog juist in de voormalige gemeente Heeze.
De naam 'hut' heeft betrekking op een halte aan een postkoetsroute, die vaak op eenzame plaatsen halverwege de dorpen werden gebouwd. We kennen ook de 'Leenderhut', de 'Heezerhut', en de 'Vresselse Hut'.